# IC 527
IC 527 је спирална галаксија у сазвјежђу Рис која се налази на листи објеката дубоког неба у Индекс каталогу.
Деклинација објекта је + 37° 36' 7" а ректасцензија 9h 9m 41,8s. Привидна величина (магнитуда) објекта IC 527 износи 13,6 а фотографска магнитуда 14,3. IC 527 је још познат и под ознакама UGC 4810, MCG 6-20-39, CGCG 180-49, NPM1G +37.0218, PGC 25821.